# Mezőcsát
Mezőcsát je mesto na Madžarskem, ki upravno spada pod podregijo Mezőcsáti Županije Borsod-Abaúj-Zemplén.